# 民主左派党
民主左派党（みんしゅさはとう、トルコ語: Demokratik Sol Parti、略称:DSP）は、トルコ共和国の中道左派政党。

## 沿革
民主左派党は、元首相のビュレント・エジェヴィトを中心に、1985年に旧共和人民党の左派メンバーを中心に結成された。エジェヴィトは、1980年の軍事クーデターにより政治活動を禁止されていたため、初代党首には、夫人のラフシャン・エジェヴィトが就任した。1987年にオザル政権が行った国民投票の結果、旧政治家の政治活動禁止処分が解除されると、ビュレント・エジェヴィトが公式に党首に就任した。
民主左派党は、1987年の総選挙から国政選挙に参加したが、議席獲得に必要な得票率10%に届かず、議席獲得はならなかった。1991年の総選挙で7名の当選者を出し、1995年の総選挙では76議席を獲得した。
1997年にイスラーム系政党の福祉党政権が軍部の圧力により退陣に追い込まれると、祖国党、民主トルコ党と共に後継のユルマズ内閣を組織し、エジェヴィトも副首相として入閣した。
1999年1月にユルマズ内閣が退陣すると、エジェヴィトはデミレル大統領より組閣要請を受けて、民主左派党、祖国党、民族主義者行動党による連立政権を発足させた。1999年2月には、クルド独立派のゲリラ指導者であるアブドゥッラー・オジャランが逮捕されたため、エジェヴィトの支持率は急上昇した。同年の総選挙で民主左派党は136議席を獲得し、議会第1党に躍進した。エジェヴィトは2002年まで政権を維持したが、2000年末の金融危機を発端に、大規模な経済危機が発生し、エジェヴィトの健康問題も顕在化して、政権は求心力を失っていった。
民主左派党は、2002年の総選挙で公正発展党の躍進のため惨敗し、議席を失って院外政党に転落した。エジェヴィトは2004年に党首を辞任し、後任の党首にはゼキ・セゼルが選出された。
2007年の総選挙にあたり、共和人民党との選挙協力を行い13議席を獲得した。

## 総選挙での得票率、獲得議数
民主左派党が参加した総選挙での得票率、獲得議席数は以下の通り。
| 年         | 党首                     | 得票数    | 得票率 | 獲得議席 |
| ---------- | ------------------------ | --------- | ------ | -------- |
| 1987年     | ビュレント・エジェヴィト | 2,044,576 | 8.53%  | 0        |
| 1991年     | ビュレント・エジェヴィト | 2,624,301 | 10.75% | 7        |
| 1995年     | ビュレント・エジェヴィト | 4,118,025 | 14.64% | 76       |
| 1999年     | ビュレント・エジェヴィト | 6,919,670 | 22.17% | 136      |
| 2002年     | ビュレント・エジェヴィト | 384,009   | 1.22%  | 0        |
| 2011年     | マスム・トゥーカー       | 108,089   | 0.25%  | 0        |
| 2015年6月  | マスム・トゥーカー       | 86,585    | 0.19%  | 0        |
| 2015年11月 | マスム・トゥーカー       | 31,805    | 0.07%  | 0        |
| 2018年     | オンデル・アクサカル     | 不参加    | 不参加 | 不参加   |
| 2023年     | オンデル・アクサカル     | N/A       | 0.61%  | 0        |

## 歴代党首
- ラフシャン・エジェヴィト（Rahşan Ecevit 在任1985年-1987年）
- ビュレント・エジェヴィト（Bülent Ecevit 在任1987年-1988年）
- ネジデト・カラババ（Necdet Karababa 在任1988年-1989年）
- ビュレント・エジェヴィト（Bülent Ecevit 在任1989年-2004年）
- ゼキ・セゼル（Zeki Sezer 在任2004年-2009年）
- マスム・トゥーカー（Masum Türker 在任2009年-2015年）
- オンデル・アクサカル（Önder Aksakal 在任2015年-）